# New Buffalo (Pennsylvanie)
New Buffalo est un borough situé à l'ouest de la partie centrale du comté de Perry, en Pennsylvanie, aux États-Unis,. En 2010, il comptait une population de 129 habitants, estimée au 1er juillet 2020 à 141 habitants.  Le borough est incorporé le 8 avril 1848.

## Démographie
Lors du recensement de 2010, le borough comptait une population de 129 habitants. Elle est estimée, en 2020, à 141 habitants.

### Source de la traduction
- (en) Cet article est partiellement ou en totalité issu de l’article de Wikipédia en anglais intitulé « New Buffalo, Pennsylvania » (voir la liste des auteurs).